# William Rémy
William Rémy (Courbevoie, 4 de abril de 1991) es un futbolista francés que juega de defensa.

## Carrera
Rémy ha estado jugando en clubes de Pas-de-Calais desde 2002. Debutó en la Ligue 2 el 13 de octubre de 2008 frente al Guingamp, entrando como sustituto a ocho minutos de concluir el encuentro. Con el RC Lens apareció igualmente en la derrota contra el Arras Football, militante del Championnat National 3, durante la Copa de Francia, entrando a nueve minutos del final y jugando la prórroga antes de que el Lens cayese en penaltis por 4 a 2.
Después de cuatro años jugando en las filas del Lens y estar en la agenda de grandes clubes como el Newcastle United, Rémy ficha por tres años por el Dijon FCO. En 2015 es traspasado al Montpellier HSC de la Ligue 1,  disputando un total de 43 partidos. En 2018 es fichado por el Legia de Varsovia polaco. El 18 de diciembre de 2020 se haría oficial su salida del club junto a su compatriota Vamara Sanogo tras haber rescindido su contrato con la entidad varsoviana. Un año más tarde, firmó con el Excelsior Virton de la Segunda División de Bélgica. Después de esta experiencia, en febrero de 2024, regresó a Polonia para jugar en el Zagłębie Sosnowiec.

## Selección nacional
Rémy ha sido internacional con las categorías inferiores de Francia. Formó parte del equipo sub-17 de Francia que quedó subcampeón en el Campeonato Europeo Sub-17 de la UEFA 2008. En un partido de la fase de grupos contra España, anotó de volea tras el lanzamiento de córner. El gol le dio a Francia una ventaja de 3-2, aunque España anotaría más tarde y el partido terminaría en empate.

## Palmarés

### Títulos nacionales
| Título          | Club              | País    | Año  |
| --------------- | ----------------- | ------- | ---- |
| Copa de Polonia | Legia de Varsovia | Polonia | 2018 |
| Ekstraklasa     | Legia de Varsovia | Polonia | 2018 |
| Ekstraklasa     | Legia de Varsovia | Polonia | 2020 |